# Episodi di Papà ha ragione (quinta stagione)
La quinta stagione della serie televisiva Papà ha ragione è andata in onda negli Stati Uniti dal 15 settembre 1958 al 1º giugno 1959 sulla CBS.
| nº | Titolo originale                 | Prima TV USA      |
| -- | -------------------------------- | ----------------- |
| 1  | Vine Covered Cottage             | 15 settembre 1958 |
| 2  | Be Kind to Bud Week              | 22 settembre 1958 |
| 3  | Kathy's Romance                  | 29 settembre 1958 |
| 4  | Voice from the Past              | 6 ottobre 1958    |
| 5  | Frank's Family Tree              | 13 ottobre 1958   |
| 6  | Always Plan Ahead                | 20 ottobre 1958   |
| 7  | Second Wedding                   | 27 ottobre 1958   |
| 8  | Bud, the Caretaker               | 3 novembre 1958   |
| 9  | Betty, the Pioneer Woman         | 10 novembre 1958  |
| 10 | Fair Exchange                    | 24 novembre 1958  |
| 11 | Bud, the Snob                    | 24 novembre 1958  |
| 12 | Margaret Wins a Car              | 1º dicembre 1958  |
| 13 | The Great Experiment             | 8 dicembre 1958   |
| 14 | The Christmas Story              | 15 dicembre 1958  |
| 15 | The Basketball Coach             | 22 dicembre 1958  |
| 16 | Kathy, Girl Executive            | 29 dicembre 1958  |
| 17 | The Good Samaritan               | 5 gennaio 1959    |
| 18 | The Ideal Father                 | 12 gennaio 1959   |
| 19 | Big Shot Bud                     | 19 gennaio 1959   |
| 20 | Hard Luck Leo                    | 26 gennaio 1959   |
| 21 | Bud, the Campus Romeo            | 2 febbraio 1959   |
| 22 | Crisis Over a Kiss               | 9 febbraio 1959   |
| 23 | Kathy Grows Up                   | 16 febbraio 1959  |
| 24 | A Man of Merit                   | 23 novembre 1959  |
| 25 | Betty Makes a Choice             | 2 marzo 1959      |
| 26 | It's a Small World               | 9 marzo 1959      |
| 27 | Two Loves Has Bud                | 16 marzo 1959     |
| 28 | An Extraordinary Woman           | 23 marzo 1959     |
| 29 | The Art of Romance               | 30 marzo 1959     |
| 30 | Formula for Happiness            | 6 aprile 1959     |
| 31 | Bud and the Debutante            | 13 aprile 1959    |
| 32 | The Promised Playhouse Flashback | 20 aprile 1959    |
| 33 | The Meanest Professor            | 27 aprile 1959    |
| 34 | My Life Flashback                | 4 maggio 1959     |
| 35 | Bud Has a Problem                | 11 maggio 1959    |
| 36 | The Great Anderson Mystery       | 18 maggio 1959    |
| 37 | Margaret Goes Dancing Flashback  | 25 maggio 1959    |
| 38 | The Gold Turnip                  | 1º giugno 1959    |

## Vine Covered Cottage
- Prima televisiva: 15 settembre 1958

### Trama
- Interpreti: Robert Young (Jim Anderson), Jane Wyatt (Margaret Anderson), Elinor Donahue (Betty), Billy Gray (Bud), Lauren Chapin (Kathy), Robert Chapman (Ralph), June de Roche (madre di Ralph)

## Be Kind to Bud Week
- Prima televisiva: 22 settembre 1958

### Trama
- Interpreti: Robert Young (Jim Anderson), Jane Wyatt (Margaret Anderson), Elinor Donahue (Betty), Billy Gray (Bud), Lauren Chapin (Kathy), Beverly Long (Judy), Wendell Holmes (dottor Runeberg), Henry Kulky (Max), Gregg Barton (Eddie)

## Kathy's Romance
- Prima televisiva: 29 settembre 1958

### Trama
- Interpreti: Robert Young (Jim Anderson), Jane Wyatt (Margaret Anderson), Elinor Donahue (Betty), Billy Gray (Bud), Lauren Chapin (Kathy), Sarah Selby (Miss Thomas), Lenore Kingston (Mrs. Vale), Richard Eyer (Burgess Vale)

## Voice from the Past
- Prima televisiva: 6 ottobre 1958

### Trama
- Interpreti: Robert Young (Jim Anderson), Jane Wyatt (Margaret Anderson), Elinor Donahue (Betty), Billy Gray (Bud), Lauren Chapin (Kathy), Jimmy Bates (Claude), Henry Blair (Ray), Carol Hill (Lady)

## Frank's Family Tree
- Prima televisiva: 13 ottobre 1958

### Trama
- Interpreti: Robert Young (Jim Anderson), Jane Wyatt (Margaret Anderson), Elinor Donahue (Betty), Billy Gray (Bud), Lauren Chapin (Kathy), Clarke Alexander (George), Natividad Vacío (Fronk)

## Always Plan Ahead
- Prima televisiva: 20 ottobre 1958

### Trama
- Interpreti: Robert Young (Jim Anderson), Jane Wyatt (Margaret Anderson), Elinor Donahue (Betty 'Princess' Anderson'), Billy Gray (Bud Anderson), Lauren Chapin (Kathleen 'Kitten' Anderson), Wendy Winkelman (Gogie Madison)

## Second Wedding
- Prima televisiva: 27 ottobre 1958

### Trama
- Interpreti: Robert Young (Jim Anderson), Jane Wyatt (Margaret Anderson), Elinor Donahue (Betty 'Princess' Anderson), Billy Gray (Bud Anderson), Lauren Chapin (Kathy 'Kitten' Anderson), Paul Wallace (Kippy), Yvonne Fedderson (Dotty)

## Bud, the Caretaker
- Prima televisiva: 3 novembre 1958

### Trama
- Interpreti: Robert Young (James 'Jim' Anderson), Jane Wyatt (Margaret Anderson), Elinor Donahue (Betty 'Princess' Anderson), Billy Gray (Bud Anderson), Lauren Chapin (Kathy 'Kitten' Anderson), Paul Wallace (Kippy), Alice Lunsford (ragazza), John McIntire (Mr. Whitcomb)

## Betty, the Pioneer Woman
- Prima televisiva: 10 novembre 1958

### Trama
- Interpreti: Robert Young (Jim Anderson), Jane Wyatt (Margaret Anderson), Elinor Donahue (Betty), Billy Gray (Bud), Lauren Chapin (Kathy), William Schallert (Jennings), David Cameron (annunciatore), Dick York (Tom Wentworth)

## Fair Exchange
- Prima televisiva: 24 novembre 1958

### Trama
- Interpreti: Robert Young (James 'Jim' Anderson), Jane Wyatt (Margaret Anderson), Elinor Donahue (Betty 'Princess' Anderson), Billy Gray (James 'Bud' Anderson Jr.), Lauren Chapin (Kathy 'Kitten' Anderson), Rita Moreno (Chanthini)

## Bud, the Snob
- Prima televisiva: 24 novembre 1958

### Trama
- Interpreti:

## Margaret Wins a Car
- Prima televisiva: 1º dicembre 1958

### Trama
- Interpreti: Robert Young (Jim Anderson), Jane Wyatt (Margaret Anderson), Elinor Donahue (Betty 'Princess' Anderson), Billy Gray (Bud Anderson), Lauren Chapin (Kathy 'Kitten' Anderson), George Mitchell (Griffin), Howard Wright (Mr. Hodges), Dennis Holmes (Joey), Barbara Beaird (Linda)

## The Great Experiment
- Prima televisiva: 8 dicembre 1958

### Trama
- Interpreti: Robert Young (Jim Anderson), Jane Wyatt (Margaret Anderson), Elinor Donahue (Betty 'Princess' Anderson), Billy Gray (Bud Anderson), Lauren Chapin (Kathy 'Kitten' Anderson), Philip Bourneuf (dottor Melton), Vladimir Sokoloff (uomo), Thomas Jordan (Mr. Paulson), Paul Wallace (Kippy), Paul Bradley (Kiwanis Member), Lomax Study (Musician)

## The Christmas Story
- Prima televisiva: 15 dicembre 1958

### Trama
- Interpreti: Robert Young (James 'Jim' Anderson), Jane Wyatt (Margaret Anderson), Lauren Chapin (Kathy), Elinor Donahue (Betty), Wallace Ford (Nick), Billy Gray (Bud), William Traylor (Les Turner)

## The Basketball Coach
- Prima televisiva: 22 dicembre 1958

### Trama
- Interpreti: Robert Young (Jim Anderson), Jane Wyatt (Margaret Anderson), Elinor Donahue (Betty 'Princess' Anderson), Billy Gray (Bud Anderson), Lauren Chapin (Kathy 'Kitten' Anderson), Paul Wallace (Kippy Watkins), Jimmy Bates (Claude Messner), Henry Blair (Ray), Bart Patton (Freddie)

## Kathy, Girl Executive
- Prima televisiva: 29 dicembre 1958

### Trama
- Interpreti: Robert Young (Jim Anderson), Jane Wyatt (Margaret Anderson), Elinor Donahue (Betty 'Princess' Anderson), Billy Gray (Bud Anderson), Lauren Chapin (Kathy 'Kitten' Anderson), Paul Wallace (Kippy), Richard Eyer (Burgess)

## The Good Samaritan
- Prima televisiva: 5 gennaio 1959

### Trama
- Interpreti: Robert Young (Jim Anderson), Jane Wyatt (Margaret Anderson), Elinor Donahue (Betty 'Princess' Anderson), Billy Gray (Bud Anderson), Lauren Chapin (Kathy 'Kitten' Anderson), Paul Wallace (Kippy), Forrest Taylor (Painter), John Harmon (Mr. Brown)

## The Ideal Father
- Prima televisiva: 12 gennaio 1959

### Trama
- Interpreti: Robert Young (Jim Anderson), Jane Wyatt (Margaret Anderson), Elinor Donahue (Betty 'Princess' Anderson), Billy Gray (Bud Anderson), Lauren Chapin (Kathy 'Kitten' Anderson), Parker Fennelly (Charlie), Tom Vize (Milkman), Leake Bevil (Eggman)

## Big Shot Bud
- Prima televisiva: 19 gennaio 1959

### Trama
- Interpreti: Robert Young (Jim Anderson), Jane Wyatt (Margaret Anderson), Elinor Donahue (Betty 'Princess' Anderson), Billy Gray (Bud Anderson), Lauren Chapin (Kathy 'Kitten' Anderson)

## Hard Luck Leo
- Prima televisiva: 26 gennaio 1959

### Trama
- Interpreti: Robert Young (James 'Jim' Anderson), Jane Wyatt (Margaret Anderson), Elinor Donahue (Betty 'Princess' Anderson), Billy Gray (Bud Anderson), Lauren Chapin (Kathy 'Kitten' Anderson), Arthur O'Connell (Leonard)

## Bud, the Campus Romeo
- Prima televisiva: 2 febbraio 1959

### Trama
- Interpreti: Robert Young (Jim Anderson), Jane Wyatt (Margaret Anderson), Elinor Donahue (Betty 'Princess' Anderson), Billy Gray (Bud Anderson), Lauren Chapin (Kathy 'Kitten' Anderson), Pamela Lincoln (Janet Mason), Stephen Ellsworth (Mr. Perkins), Virginia Aldridge (Carol Fleming), Lynn Alden (Nancy Collins), Carla Hoffman (Doris), Jimmy Bates (Claude)

## Crisis Over a Kiss
- Prima televisiva: 9 febbraio 1959

### Trama
- Interpreti: Robert Young (Jim Anderson), Jane Wyatt (Margaret Anderson), Elinor Donahue (Betty 'Princess' Anderson), Billy Gray (Bud Anderson), Lauren Chapin (Kathy 'Kitten' Anderson), Roberta Shore (Joyce Kendall), Robert Brubaker (Mr. Kendall), Ron Ely (Jerry Preston)

## Kathy Grows Up
- Prima televisiva: 16 febbraio 1959

### Trama
- Interpreti: Robert Young (Jim Anderson), Jane Wyatt (Margaret Anderson), Elinor Donahue (Betty 'Princess' Anderson), Billy Gray (Bud Anderson), Lauren Chapin (Kathy 'Kitten' Anderson), Jimmy Bates (Claude), Sylvia Stone (Mrs. Yeager), Maurice Wells (Frank Yeager)

## A Man of Merit
- Prima televisiva: 23 novembre 1959

### Trama
- Interpreti: Robert Young (James 'Jim' Anderson), Jane Wyatt (Margaret Anderson), Elinor Donahue (Betty 'Princess' Anderson), Billy Gray (Bud Anderson), Lauren Chapin (Kathy 'Kitten' Anderson), Sarah Selby (Miss Thomas), Oliver McGowan (Mr. Kramer), Don Pethley (Young Man)

## Betty Makes a Choice
- Prima televisiva: 2 marzo 1959

### Trama
- Interpreti: Robert Young (Jim Anderson), Jane Wyatt (Margaret Anderson), Elinor Donahue (Betty), Billy Gray (Bud), Lauren Chapin (Kathy), Sandy Wirth (Esther van Heath), Yvonne Fedderson (Dotty), David Thursby (Mr. Gillespie), Miriam Nelson (Miss Harris)

## It's a Small World
- Prima televisiva: 9 marzo 1959

### Trama
- Interpreti: Robert Young (Jim Anderson), Jane Wyatt (Margaret Anderson), Elinor Donahue (Betty), Billy Gray (Bud), Lauren Chapin (Kathy), Kristine Miller (Marta Evans), Ernest Sarracino (Tony), Philip Tonge (Manager), William Swan (impiegato), Louise Lorimer (Mrs. Stockdale)

## Two Loves Has Bud
- Prima televisiva: 16 marzo 1959

### Trama
- Interpreti: Robert Young (Jim Anderson), Jane Wyatt (Margaret Anderson), Elinor Donahue (Betty), Billy Gray (Bud), Lauren Chapin (Kathy), Jenny Maxwell (Sandra), Roberta Shore (Joyce), Ruth Brady (Mrs. Elgar)

## An Extraordinary Woman
- Prima televisiva: 23 marzo 1959

### Trama
- Interpreti: Robert Young (Jim Anderson), Jane Wyatt (Margaret Anderson), Elinor Donahue (Betty), Billy Gray (Bud), Lauren Chapin (Kathy), Sandra White (Stewardess), Constance Ford (dottor Brown)

## The Art of Romance
- Prima televisiva: 30 marzo 1959

### Trama
- Interpreti: Robert Young (Jim Anderson), Jane Wyatt (Margaret Anderson), Elinor Donahue (Betty), Billy Gray (Bud), Lauren Chapin (Kathy), Joan Freeman (Judy, filmati d'archivio), Nancy Kilgas (Marge, filmati d'archivio)

## Formula for Happiness
- Prima televisiva: 6 aprile 1959

### Trama
- Interpreti: Robert Young (Jim Anderson), Jane Wyatt (Margaret Anderson), Elinor Donahue (Betty), Billy Gray (Bud), Lauren Chapin (Kathy), Sarah Selby (Miss Thomas), Abraham Sofaer (U.N. Diplomat), Jonathan Harris (Intruder), Alexander Lockwood (Charles Barter), E. Leslie Thomas (dottor Daley)

## Bud and the Debutante
- Prima televisiva: 13 aprile 1959

### Trama
- Interpreti: Robert Young (Jim Anderson), Jane Wyatt (Margaret Anderson), Elinor Donahue (Betty), Billy Gray (Bud), Lauren Chapin (Kathy), Adrienne Hayes (Molly Quinn), Janelle Richards (Janice), David Whorf (Earl), Barbara Woodell (Mrs. Quinn), Robert Nash (cameriere)

## The Promised Playhouse Flashback
- Prima televisiva: 20 aprile 1959

### Trama
- Interpreti:

## The Meanest Professor
- Prima televisiva: 27 aprile 1959

### Trama
- Interpreti: Robert Young (Jim Anderson), Jane Wyatt (Margaret Anderson), Elinor Donahue (Betty), Billy Gray (Bud), Lauren Chapin (Kathy), Jack Raine (professore Stark), Jimmy Bates (Claude), Bart Patton (Freddy), Hugh Sanders (uomo), Charity Grace (Landlady), Charles P. Thompson (Janitor), Sue England (Office Girl), Wendy Winkelman (Gogie)

## My Life Flashback
- Prima televisiva: 4 maggio 1959

### Trama
- Interpreti:

## Bud Has a Problem
- Prima televisiva: 11 maggio 1959

### Trama
- Interpreti: Robert Young (Jim Anderson), Jane Wyatt (Margaret Anderson), Elinor Donahue (Betty), Billy Gray (Bud), Lauren Chapin (Kathy), Jimmy Bates (Claude), Bart Patton (Freddy), James Douglas (Graham), Sam Flint (Armstead)

## The Great Anderson Mystery
- Prima televisiva: 18 maggio 1959

### Trama
- Interpreti: Robert Young (Jim Anderson), Jane Wyatt (Margaret Anderson), Elinor Donahue (Betty), Billy Gray (Bud), Lauren Chapin (Kathy), Hillary Brooke (Mrs. Carter), Peter Forster (ispettore), Arthur Gould-Porter (Mr. Dawkins), Mollie Glessing (Emma)

## Margaret Goes Dancing Flashback
- Prima televisiva: 25 maggio 1959

### Trama
- Interpreti:

## The Gold Turnip
- Prima televisiva: 1º giugno 1959

### Trama
- Interpreti: Robert Young (Jim Anderson), Jane Wyatt (Margaret Anderson), Elinor Donahue (Betty), Billy Gray (Bud), Lauren Chapin (Kathy), Jimmy Bates (Claude), Bart Patton (Freddy), Ed Prentiss (Mr. Messner), John Newton (Mr. Duncan), Carla Hoffman (Girl)